# Rödsidig brednäbb
Rödsidig brednäbb (Smithornis rufolateralis) är en afrikansk fågel i familjen grönbrednäbbar inom ordningen tättingar.

## Utseende och läten
Rödsidig brednäbb är en 12-13 cm lång fågel, tydligt mindre än liknande arten gråhuvad brednäbb. Båda är mörkbruna ovan och streckade under på ljus botten med inslag av rostrött på bröstet. Hos rödsidig brednäbb bildar dock ljusa spetsar på vingtäckarna två vingband på sittande fågel. Det rostfärgade på undersidan är också begränsat till bröstsidorna. Lätet liknar afrikansk brednäbb, men ljusare och levereras från högre sittplats (fyra till sju meter ovan mark).

## Utbredning och systematik
Rödsidig brednäbb delas in i två underarter med följande utbredning:
- Smithornis rufolateralis rufolateralis – förekommer från östra Sierra Leone till västra Kongo-Kinshasa, sydvästra Kongo-Brazzaville och norra Angola
- Smithornis rufolateralis budongoensis – förekommer från östra, centrala och nordöstra Kongo-Kinshasa till västra Uganda

### Familjetillhörighet
Tidigare placerades arten i familjen Eurylaimidae, då med namnet enbart brednäbbar. DNA-studier har dock visat att arterna i familjen troligen inte är varandras närmaste släktingar. Familjen har därför delats upp i två, praktbrednäbbar (Eurylaimidae) och grönbrednäbbar (Calyptomenidae).

## Status och hot
Arten har ett stort utbredningsområde och en stor population, men tros minska i antal till följd av habitatförstörelse, dock inte tillräckligt kraftigt för att den ska betraktas som hotad. Internationella naturvårdsunionen IUCN kategoriserar därför arten som livskraftig (LC). Världspopulationen har inte uppskattats men den beskrivs som frekvent förekommande till vanlig.

## Levnadssätt
Rödsidig brednäbb hittas i ursprunglig regnskog, ofta nära vattendrag och fuktiga områden. Den är lokalt vanlig, men upptäcks lättast på lätet. Födan består av insekter och andra leddjur. Arten är stannfågel.

## Namn
Fågelns vetenskapliga släktesnamn hedrar Andrew Smith (1797-1872), skotsk zoolog, etnolog och upptäcktsresande i Sydafrika.